# Johan Laidoner
Johan Laidoner (Wieratz, 12 de febrer de 1884 - Vladímir, 13 de març de 1953). És una de les principals figures de la història d'Estònia. El seu més alt càrrec va ser el de Comandant en cap de l'Exèrcit Estonià que va exercir en els períodes de 1918 - 1920, 1924 - 1925 i 1934 - 1940.

## Educació
Laidoner va néixer a Wieratz, Livònia, llavors part de l'Imperi Rus. De petit alternava el treball al camp a l'estiu, amb els seus estudis a l'escola local durant la resta de l'any. El 1901 es va allistar voluntari a l'exèrcit. El seu primer destí va ser a Kaunas, com a membre d'un regiment d'infanteria. El 1902 va entrar a l'acadèmia militar de Vílnius, on va conèixer a la seva futura esposa, anomenada Maria i d'origen polonès. El 1909 Laidoner va continuar la seva educació militar ingressant a l'Acadèmia Militar Imperial Nicolau de Sant Petersburg.

## Carrera militar
Després de la seva graduació Laidoner va aconseguir el grau de Tinent Coronel a l'Exèrcit Rus i va ser condecorat per est amb set medalles abans de la seva dissolució.
Abans de la Primera Guerra Mundial Laidoner va servir a Erevan, i durant la guerra en diversos fronts russos, entre els quals destaquen els de Galítsia, Belarús i el Caucas.
Laidoner va tornar a Estònia i va prendre el comandament de la Primera Divisió Estònia, que formava part de l'exèrcit nacional d'independència durant la Guerra d'Independència d'Estònia. El 1918 va ser promocionat a Comandant en cap de les Forces armades estonianes, posteriorment a Major General. El 1919 va establir una acadèmia militar estoniana. El 1920 va ascendir a Tinent General en el Nou exèrcit nacional.
Després de renuciar al seu lloc com a Comandant en cap Laidoner va presidir diversos comitès governamentals, inclòs el Comitè Olímpic Estonià. Va representar també a Estònia en la Societat de Nacions, on va ser un reconegut aïllacionista fins i tot en assumptes com l'expansió alemanya i soviètica. El 1924 Laidoner va reprendre el seu lloc de Comandant en Cap i va participar en l'esclafament de l'intent de cop d'estat comunista recolzat per la Unió Soviètica, de l'1 de desembre.
El 1934, durant la Gran Depressió el moviment Vaps, partit d'extrema dreta, que estava compost principalment de veterans de la Guerra d'Independència (1918-1920), va amenaçar l'ordre polític estonià amb la convocatòria d'un referèndum per a la reforma de la constitució que convertia a Estònia en un règim feixista. Per contrarestar els esforços d'aquest moviment, Laidoner va tornar a recuperar el seu lloc de Comandant en cap a petició del president Konstantin Päts, el qual havia assumit els poders d'emergència davant l'aprovació per àmplia majoria de la constitució proposada pel Vaps, va posposar indefinidament les eleccions parlamentàries que s'havien de celebrar després de l'aprovació del referèndum i al costat d'aquesta mesura va declarar la congelació de tota activitat dels partits polítics.

## Carrera política
El 1935, Laidoner i el president Konstantin Päts impulsaren la reforma constitucional a través del govern, per remodelar l'Estat d'acord amb un model presidencialista fort, amb l'argument de la seguretat nacional. Molts dels líders del Vaps van ser empresonats, Päts va governar per decret i les eleccions van ser suspeses sense traces de tornar-les a convocar. Encara que els dirigents del Vaps van ser posteriorment alliberats, Päts i Laidoner ja havien assegurat el futur de la seva administració.
Entre les propostes de reforma de Päts i Laidoner es trobaven la qual introduïa l'entrenament militar a les universitats, i la que imposava restriccions a la llibertat d'expressió i la llibertat de premsa.
El 24 de febrer de 1939 Laidoner va accedir al càrrec de general.
El 1939, Laidoner tira endavant un pla per a la modernització de l'equipament de l'exèrcit i el reclutament de més soldats en previsió d'una imminent invasió estrangera. Quan la Unió Soviètica va envair Estònia el 17 de juliol de 1940 Laidoner va ser deportat a Rússia on va morir el 1953 a la presó de Vladímir, prop de la ciutat de Kírov.

## Reconeixement
Durant la seva vida, Laidoner va rebre diverses medalles en reconeixement pel seu servei i valor no només d'Estònia, sinó també de Gran Bretanya, Letònia, Finlàndia, França, Polònia, Suècia i Alemanya. Moltes d'aquestes medalles van ser conservades per l'exèrcit nord-americà, després d'haver-les tret de l'URSS, i foren retornades formalment a Estònia el 2004.
A Viljandi s'ha erigit un monument en el seu honor.